# Grettir en la granja de Thorhall
Grettir en la granja de Thorhall (Grettir at Thorhall-Stead) es un relato de vampiros escrito por el autor estadounidense Frank Norris en 1903. Está basado directamente en un episodio de la saga islandesa de Grettir el Fuerte, escrita a principios del siglo XIV.

## Sinopsis
En Islandia, durante la Edad Media, el granjero Thorhall contrata a Glámr, un pastor, para que cuide de sus rebaños. Glámr es un hombre fuerte, enorme, hosco y que no cree en el dios cristiano, pero desempeña bien su trabajo.
El día de Navidad, después de volver de misa, Thorhall se preocupa por la desaparición de Glámr. Poco después lo encuentran congelado y muerto. Con grandes dificultades intentan trasladarlo a la granja para enterrarlo, pero el cadáver desaparece durante el camino.
Sin embargo, Glámr no ha muerto sino que reaparece matando el ganado y causando destrozos en las casas. Incluso llega a matar a Thorgaut, el pastor que lo sustituye, por burlarse de él.
Thorhall y los campesinos se encuentran asustados por las depredaciones de Glámr, pero entonces llega el famoso Grettir a la granja, y tras perder su caballo por culpa del vampiro, decide emboscarlo y acabar con él.
Esa noche Glámr sacude la granja de Thorhall y su tejado y finalmente derriba la puerta y se enfrenta a Grettir, tratando de estrangularlo. Grettir está a punto de ser vencido, pero finalmente logra decapitar a su oponente, que antes de morir de forma definitiva le pide que acabe con su existencia condenada. Grettir queda conmocionado por semejante enfrentamiento y tras despedirse de Thorhall reemprende su camino.